# Reuf Sipović

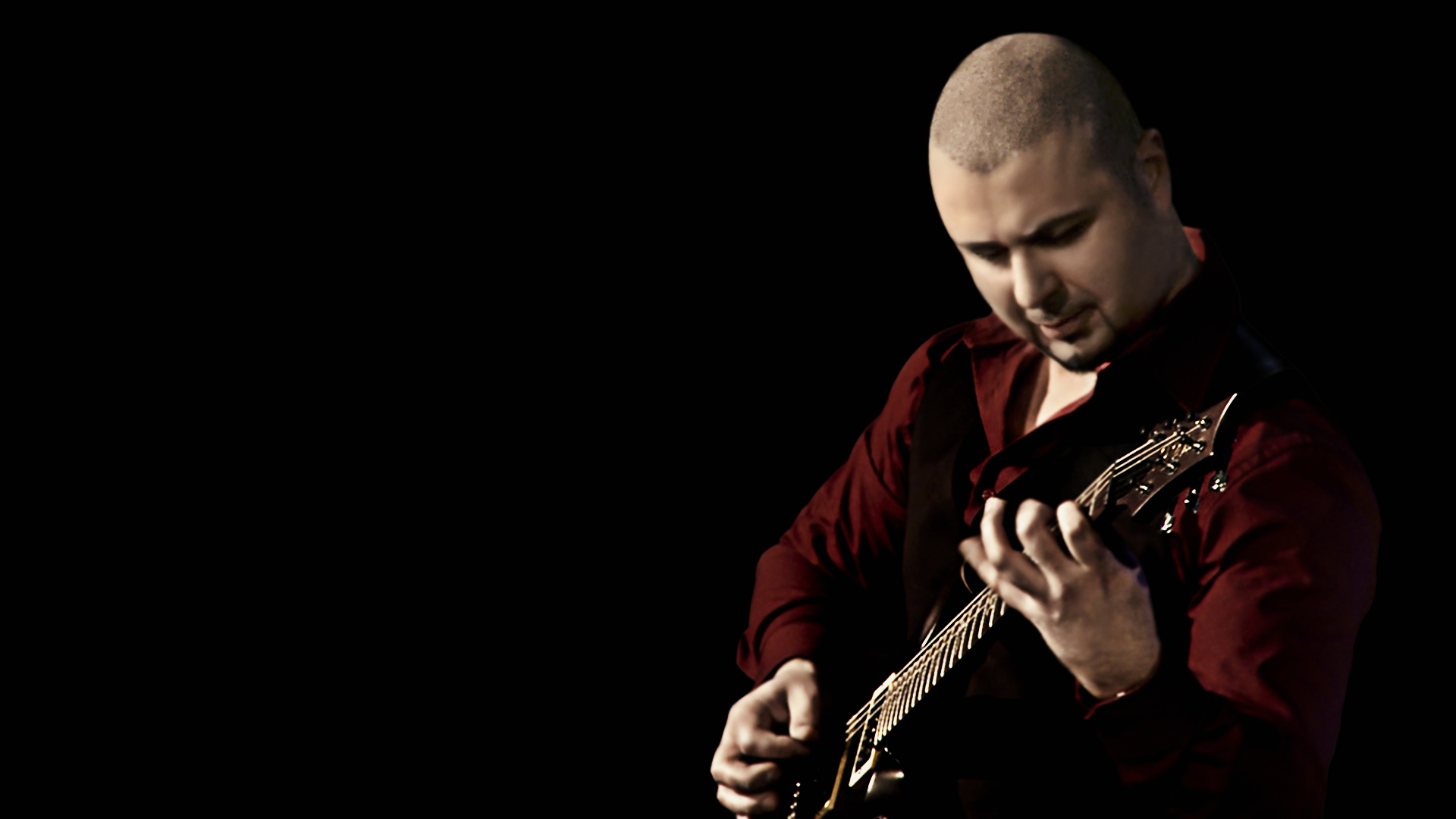
Reuf Sipović

Reuf Sipović ist ein aus Bosnien stammender, in Deutschland lebender  Gitarrist.

## Leben
Mit 17 Jahren emigrierte er wegen des Bosnienkrieges aus seiner Heimat nach Deutschland, wo er seine Gitarrentechniken in verschiedenen Stilrichtungen perfektionierte und bei  Studioproduktionen und Live-Auftritten als Gitarrist mitwirkte. In den folgenden Jahren komponierte er zahlreiche Stücke, gründete 2005 das Label Lava Sound Productions und veröffentlichte 2006 seine erste LP „River Lim“. 2009 entstand das Album „Survival“. Bei der Produktion spielte Reuf Sipović alle Instrumente und ist für Komposition, Arrangement und Produktion verantwortlich. 
Sein Aufenthalt in Berlin und sein musikalischer Ausdruck bei dem Album „Survival“ ermöglichte ihm, Musiker in Deutschland zu treffen, unter anderen Hans Hartmann (Bass, Chapman-Stick), Adam Weisman (Percussion) und Ulrich Maiß (Cello).